# Zanthoxylum mezoneurispinosum
Zanthoxylum mezoneurispinosum är en vinruteväxtart som först beskrevs av Aké Assi, och fick sitt nu gällande namn av W.D.Hawth.. Zanthoxylum mezoneurispinosum ingår i släktet Zanthoxylum och familjen vinruteväxter. Inga underarter finns listade i Catalogue of Life.